# ピエール・ベルナック
ピエール・ベルナック（Pierre Bernac, 1899年1月12日 パリ - 1979年10月17日 ヴィルヌーヴ＝レ＝アヴィニョン）は、フランスのバリトン歌手。本名はピエール・ベルタン（Pierre Bertin）。

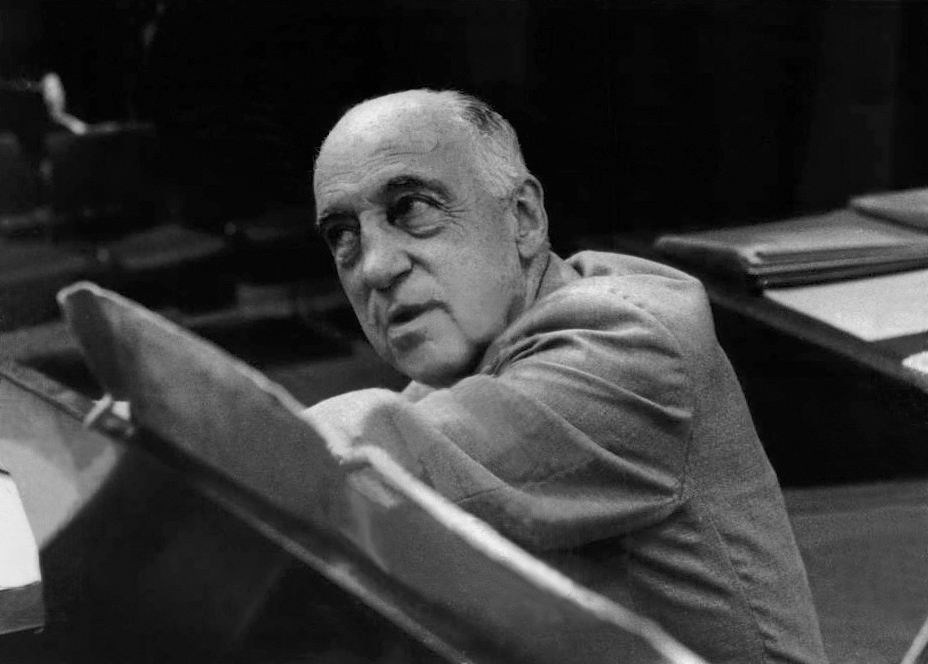
1968年

音楽界に進んだのは遅かったが、フランスにおけるメロディ（フランス語芸術歌曲）の解釈者ならびに卓越した声楽教師の重鎮として名を馳せた。ドイツ語歌曲の卓越した解釈でも名高い。フォンテーヌブロー・アメリカ音楽院にてマスタークラスを主宰し、門下よりジェラール・スゼーやベルナール・クリュイセン、エリー・アーメリング、ジェシー・ノーマンらを輩出した。
生涯の友であったフランシス・プーランクを伴奏者に、数々の国際的な演奏旅行を行なった。プーランクからはいくつかの歌曲を献呈されており、ほかにもアンドレ・ジョリヴェやアンリ・ソーゲ、ジャン・フランセがベルナックを意識した声楽曲を遺している。
『フランシス・プーランク、人物とその歌曲』や『フランス歌曲の演奏と解釈』（日本語版は林田きみ子・訳、音楽之友社、1987年、ISBN 978-4276142718）といった重要な著作を残している。